# سوسن شاحب
السوسن الشاحب أو السوسن الباهت (باللاتينية: Iris pallida) هو أحد أنواع السوسن من الفصيلة السوسنية.

## الموئل والانتشار
موطنه البلقان وإيطاليا، ولكنه انتشر في مناطق أخرى مثل بلاد الشام وفرنسا.

## مرادفات للاسم العلمي
- (باللاتينية: Iris x germanica subsp. pallida (Lam.) O. Bolòs & Vigo)